# I've a rich understanding of my finest defenses
『I've a rich understanding of my finest defenses』（アイブ ア リッチ アンダスタンディング オブ マイ ファイネスト ディフェンセズ）は、オノ・ナツメによる日本の漫画。NYPDを舞台としている。同人誌にて2003年10月に発行。また、2007年4月の再版時には、アニメイト、とらのあなに加えて、ジュンク堂でも取り扱われた。

## 概要
現代のNYPD属するESUが舞台の物語。著者が2008年から2009年までモーニング2で連載されていた「COPPERS」の原点となった作品。

## あらすじ

### I've a rich understanding of my finest defenses
NYPDのESUに所属する新人ビクター・ロウ巡査は非番中に遭遇した車の転落事故で、被害者を救助して溺れた警官を救助する。救助された警官は、NYPDのキース・シニーズ巡査。数年前、ある事件で不手際のあったESUに対し、マスコミ相手に過剰なバッシングを行った人物だった。以来、ESU10のメンバーとは犬猿の仲の存在なのだが、そこには彼なりの理由があった。

### rich out for me
ESU10のメンバー、ホルガー・フロイント巡査は仲間同士の隠し事が嫌いな実直な人間。仲間のミハイル・イェレミーズ巡査が、元医師であったことを知らなかったホルガーは驚くも、ミハイルから話を聞き納得する。ミハイルが医師を辞め警官になったのは、ストリートチルドレンである一人の少女を救ったことがきっかけだった。ある日、任務中に一人の少女を逃がしたミハイルに詰め寄るホルガーだが、その少女はミハイルが警官になったきっかけを作った少女だった。

## 登場人物
ビクター・ロウ「通称・ビクター、ビック」
NYPD・ESU10の新人。階級は巡査。独身。妻とは死別。子持ち。元陸軍出身。18歳の時、妻との間に娘ができるも、そのことから逃げるように軍に入隊。妻の死をきっかけに除隊後、娘を引き取る。次期本部長のコネで、ESUに入る（ESUは特殊部隊であるがゆえ、一定の経験と試験がある）。途中から話に首を突っ込むタイプ。意外と貯蓄家。子供っぽくて、嫌みな所がある。娘との生活に慣れると、安らぎを感じるようになる。スタンには「バカ親子」と称される。好物は、タバコと酒とチキンシチュー。
キース・シニーズ「通称・キース」
NYPDのパトロール警官。階級は巡査。バツイチ。口が悪く、目つきも悪く、付き合いまで悪い。頑固で短気。売られた喧嘩は買うタイプ。が、自分の事以上に、自分が良しと思う人間を侮辱される事を嫌う。実際には失点ゼロの模範警官。過去の事件でESUをバッシングした事でESU10のメンバーとは仲が悪いが、当事者であるスタンの事は高く評価している。仲間思いで、口が堅く、誤解されやすいタイプ。若い頃は文句なしに良い男だったと称される。好物は、シナモン全般。
ホルガー・フロイント「通称・ホルガー、ホル」
ESU10のメンバー。階級は巡査。既婚者。妻は日本人。娘が一人いる。大柄な人物。ドイツ語も話せる。仲間の嘘を極端に嫌う。仕事中や部外者に対しては厳しい実直な性格。厳しいが故、事実を知らずに物事を判断してしまう。しかし、仕事以外ではほんわかした性格で優しい性格。ミハイルとの会話がドイツ語なのは、ミハイルが話しやすいため、彼の思いやりである。娘のために、折り紙にハマっている。
ミハイル・イェレミーズ「通称・ミハイル、ドク」
ESU10のメンバー。独身。元医師。ドイツ系。アメリカに帰化している。ホルガーとは仲がよく、彼の家にもよく顔を出している。ホルガーの娘にもなつかれている。医師を辞めたのは、ストリートチルドレンであったレベッカを助けたことがきっかけ。心優しく、おだやかな性格。再会したレベッカの為に、何かと世話をやく。手先が器用で、折り紙を折るのが得意。
スタンリー・フルーム「通称・スタン」
ESU10のリーダー。階級は巡査部長。ドイツ人の親戚がいるため、ドイツ語も堪能。キースが以前、マスコミにESUの事をバッシングした事件で当時のESUに唯一居た人物で、当事者。自身の不手際もあるが、過剰にバッシングされた事に対してのわだかまりが、キースとESU10との関係の悪化につながる。ビクターが首を突っ込んできたお陰で、互いの誤解が解け、良好な関係を築く。同僚のケビン曰く、「頑固で意地っ張りで負けず嫌いで融通がきかない」。しかし、「勇気があって真面目で仕事ができておごってなくて周りの事をよく見ている」人物。顔を触るクセがある（ため息をつきたくなるような時に）。
リサ
ビクターの娘。高校生。母の死後、1ヶ月間は叔母の家に住み、後にビクターに引き取られる。ビクターに似て口が悪く、我が儘な性格。母をとても愛しており、ビクターを憎んでいた。同居するようになってからは、ビクターの事を頼り、心の底では父として愛するようになる。家族思いな性格で、大学進学の為の費用工面をビクターに言い出せずにいた控えめな面も持ち合わせているが、基本的には抜け目のない性格である。そのビクターそっくりな性格が、スタンに「バカ親子」と言わしめた所以である。
レベッカ
ドイツ系。元ストリートチルドレン。現在はコールガール。ミハイルが警官になったきっかけの少女。麻薬捜査の任務中、ミハイルと偶然再会し、その後面倒を見てもらっている。保証人の男性は、彼女をストリートチルドレンから救うも、現在麻薬中毒に陥っている。ホルガーとは数奇な偶然を持っている。本人は健気で人を思いやれ、人を救う事のできる優しい少女である。
ラフ元巡査
キースの元相棒。現在は退職金をもらって年金暮らし。妻あり。長年、ESUとキースの関係の悪さから、キースの批判的な噂を聞き耐え続けてきた。キースの誤解される原因は、職務中に起こった強盗事件中にアルコール中毒であった彼をかばったキースが正当防衛で犯人を殺害してしまったことにもよる。キースに関して興味を抱き、色々と聞いてきたビクターに好感を持ち、真実を話す。
トニー・コールマン
ESU10のメンバー。ビクターの相棒。1年先輩。階級は巡査。噂好きで、キースに関する悪い噂をビクターに吹聴。子供っぽい所がある。同僚のラリーからは、「途中から話に首を突っ込む所がビクターに似てきた」と称される。ESUに入ったのは、専門技術が生かせ、銃も持てる「特殊部隊」に魅力を感じたため。
ケビン・ロバーズ
ESU10のメンバー。階級は巡査。普段はとても無口。スタンを信頼している。
ラリー・カッシング
ESU10のメンバー。階級は巡査。はっきり断れない性格。指摘は鋭い。手先が不器用で、折り紙がとても下手。マリタに捨てられそうになる。
アル・デ・カーロ
ESU10のメンバー。ラリーの相棒。階級は巡査。
ウィリー
NYPD刑事部。階級は刑事部長。キースを高く評価しており、刑事部に欲しがっている。本人曰く、「キースとはおだやかに付き合いたい」（キースが溺れたとされる事件で同僚がからかっていた時に発言）。
ジャック
NYPDマウンテンバイクパトロール隊。階級は巡査。キースをからかうのが何より楽しみ。ことあるごとにからかっているようだ。キースが溺れたとされる事件で、パトカーの浮き輪を入れてキースを激怒されたのは彼の仕業。意外にも、キースを中傷から守る一面もある。
カート
NYPDマウンテンバイクパトロール隊。階級は巡査。ジャックの相棒。ジャックの悪戯にやや呆れている。
メリッサ
NYPDの女性警官。階級は巡査。男勝りな性格。相棒が離婚調停中の為、キースとコンビを組む。
主任
NYPDパトロール部主任。キースの上司。いつも昇進や表彰を断るキースを気にかけ、仕事の実力は高く評価している。ちなみに、ロッカーに入れてあったフィンとゴーグルは、見つかる前に主任が即撤去。
ウィンタース
NYPD分署長。主任同様、キースを気にかけ、高く評価している一人。ダールウィッツ刑事部長とは旧知の仲。
ダールウィッツ
NYPD本部刑事部長。キースを高く評価し、キースがラフ巡査をかばって発砲した事件で、手を尽くして助けた。少々変わり者で、過去にキースを怒らせ殴られたことあり。原因はダールウィッツ本人にあり。その一件で、キースに目をかけるようになる。
キースの元妻
問題のある女性。男は顔が良ければいいタイプ。キースには「すごく好きな男性と出会ったからその人と結婚したい」と言って離婚した。しかし、数年後、同じ台詞を夫に言い、逆上されて殺されてしまう。
ビクターの元妻
家族思いの女性。10数年間、女手ひとつでリサを育てる。仕事が軌道に乗り始めてからは、ビクターからの仕送りの半分を返すようになっていた。その仕送り自体は、リサが成長したときの結婚資金に貯蓄していた。ビクターをとても愛しており、戦死した時に軍からのお金の受取人になるのが嫌で離婚した。